# Gordon Gray
Pour les articles homonymes, voir Gray.
Le Dr. Gordon Gray né le 30 mai 1909 à Baltimore et mort le 26 novembre 1982) à Washington est secrétaire à l'Armée des États-Unis de 1949 à 1950, puis conseiller à la sécurité nationale de 1958 à 1961 et directeur du conseil stratégique de la CIA.

## Biographie
Élu à plusieurs reprises sénateur au Sénat de Caroline du Nord, cette éminence grise du Pentagone fut directeur du Psychological Strategy Board (en) et auteur d'un célèbre rapport sur la Garde nationale des États-Unis.
Sous la présidence de J.F. Kennedy à Gerald R. Ford, Gray est membre du PFIAB (Président’s Foreign Intelligence Advisory Board), organe consultatif des présidents américains en matière de renseignements, chargé plus particulièrement d’apprécier la teneur des différentes productions des services de renseignement ainsi que l’adéquation de leurs actions.
Une théorie du complot le fait membre du Majestic 12[réf. nécessaire].